# (31855) 2000 EA50
2000 EA50 (asteroide 31855) é um asteroide da cintura principal. Possui uma excentricidade de 0.17829080 e uma inclinação de 13.17658º.
Este asteroide foi descoberto no dia 6 de março de 2000 por Korado Korlević em Visnjan.